# Vườn quốc gia Mangroves
Vườn quốc gia Mangroves (Còn được gọi là tiếng Pháp: Parc Marine des Mangroves, Vườn quốc gia biển Mangroves hay Khu bảo tồn biển Muanda, Vườn quốc gia Rừng ngập mặn) là một khu vực được bảo vệ và vùng đất ngập nước có tầm quan trọng quốc tế theo Công ước Ramsar thuộc Cộng hòa Dân chủ Congo. Đây là vườn quốc gia biển duy nhất của đất nước và là khu vực đáng chú ý với những cánh rừng ngập mặn. Nó là nơi trú ẩn quan trọng của loài Lợn biển có nguy cơ tuyệt chủng sống ở cửa sông Congo. Những khu rừng ngập mặn ở đây khác với những khu rừng ngập mặn ở Nam Á. Được thành lập vào năm 1992, vườn quốc gia này có diện tích 768 km2 (297 dặm vuông Anh), là vườn quốc gia nhỏ nhất ở Cộng hòa Dân chủ Congo.
Ngoài loài lợn biển, vườn quốc gia còn bảo tồn nhiều quần thể động vật hoang dã đáng chú ý khác như Hà mã, Cá sấu, Rắn, Linh dương lau sậy phía nam và Linh dương bụi rậm.